# Bedlno (gmina)
Bedlno (do 1953 gmina Wojszyce) – gmina wiejska w województwie łódzkim, w powiecie kutnowskim. W latach 1975–1998 gmina położona była w województwie płockim.
Siedziba gminy to Bedlno.
Gmina jest członkiem Związku Gmin Regionu Kutnowskiego.
Według danych z 31 grudnia 2014 gminę zamieszkiwało 5649 osób. Natomiast według danych z 31 grudnia 2017 roku gminę zamieszkiwały 5453 osoby.
Według danych z 31 grudnia 2019 roku gminę zamieszkiwało 5349 osób.

## Struktura powierzchni
Według danych z roku 2007 gmina Bedlno ma obszar 126,02 km², w tym:
- użytki rolne: 91%
- użytki leśne: 1%

Gmina stanowi 14,27% powierzchni powiatu kutnowskiego.

## Demografia

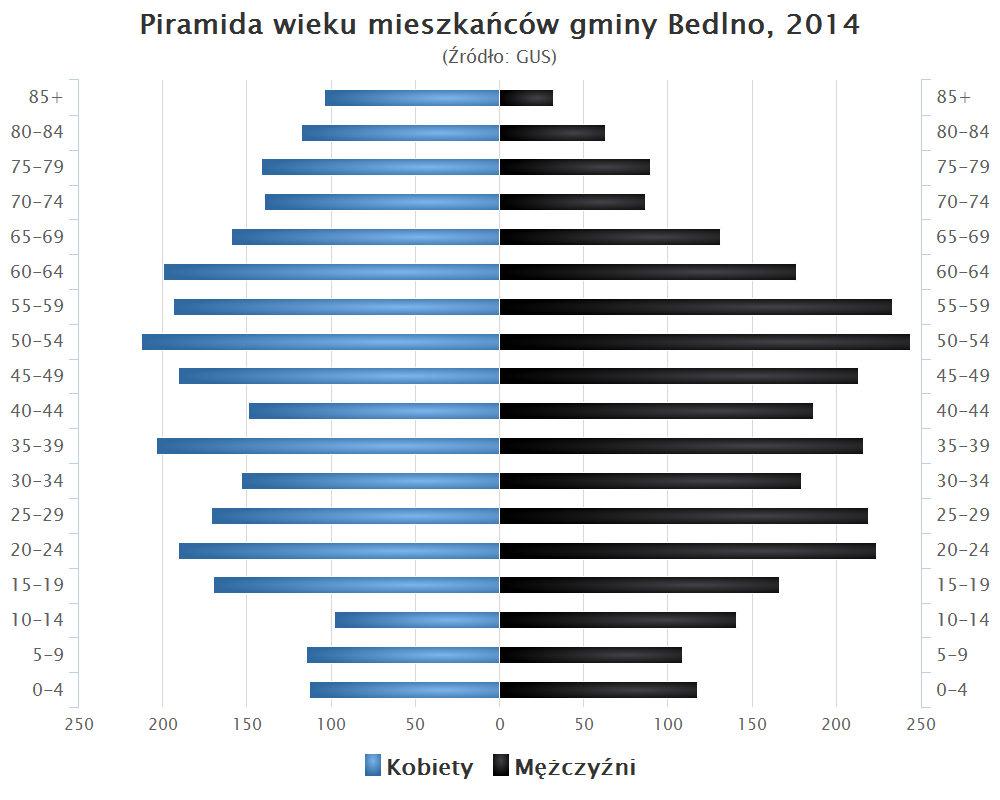
Piramida wieku mieszkańców gminy Bedlno w 2014 roku

Dane z 31 grudnia 2017 roku:
| Opis                              | Ogółem | Ogółem | Kobiety | Kobiety | Mężczyźni | Mężczyźni |
| --------------------------------- | ------ | ------ | ------- | ------- | --------- | --------- |
| jednostka                         | osób   | %      | osób    | %       | osób      | %         |
| populacja                         | 5453   | 100    | 2718    | 49,8    | 2735      | 50,2      |
| gęstość zaludnienia (mieszk./km²) | 44     | 44     | 21      | 21      | 23        | 23        |

## Sołectwa
Annetów, Antoniew, Bedlno, Dębowa Góra, Ernestynów, Florianów, Garbów, Głuchów, Gosławice, Groszki, Janów, Jaroszówka, Józefów, Kamilew, Kazimierek, Konstantynów, Kręcieszki, Mateuszew, Orłów-Kolonia, Orłów-Parcel, Plecka Dąbrowa, Pniewo, Potok, Stanisławice, Stradzew, Szewce Nadolne, Szewce Owsiane, Szewce-Walentyna, Waliszew, Wewiórz, Wojszyce (sołectwa: Wojszyce-Kolonia i Wojszyce-Parcel), Wola Kałkowa, Wyrów, Załusin, Zleszyn, Zosinów, Żeronice.

## Pozostałe miejscowości
Baranowizna, Bedlno-Wieś, Bedlno-Żbiwiec, Czarnów, Emilianów, Franciszków Nowy, Franciszków Stary, Górki Stanisławskie, Karolew, Kazimierówka, Kosów, Lasota, Marynin, Plecka Dąbrowa (osada), Ruszki, Stradzew-Górki, Szewce Nagórne, Teodorów, Tomaszew, Tomczyce, Trzciniec, Wojszyce (osada), Wolska Kolonia.

## Sąsiednie gminy
Bielawy, Krzyżanów, Oporów, Piątek, Zduny, Żychlin